# Dysschema woodii
Dysschema woodii är en fjärilsart som beskrevs av Butler 1867. Dysschema woodii ingår i släktet Dysschema och familjen björnspinnare. Inga underarter finns listade i Catalogue of Life.